# Pyrrolidine
Pyrrolidine of azolidine is een cyclisch verzadigd secundair amine. Derhalve behoort het tot de heterocyclische verbindingen. De zuivere stof komt voor als een kleurloze, ontvlambare vloeistof met een onaangename geur gelijkaardig aan piperidine en bovendien gelijkend op de geur van menselijk sperma. Pyrrolidine is mengbaar met water en gedraagt zich daarbij als een base.

## Synthese
Pyrrolidine kan bereid worden door tetrahydrofuraan met ammoniak te laten reageren in de gasfase over een dehydratie-katalysator (aluminiumoxide). Een andere manier is de hydrogenering van pyrrool. De omgekeerde reactie is ook mogelijk: dehydrogenering van pyrrolidine om pyrrool te bekomen.

## Toepassingen
Pyrrolidine wordt in de organische synthese toegepast als een activerend reagens voor ketonen en aldehyden. Aangezien het een secundair amine is, wordt door reactie met een keton of aldehyde een enamine gevormd:
Op deze manier wordt de carbonylgroep veel gevoeliger voor een nucleofiele additie. Deze methode is tevens een alternatief voor de enolaatvorming van ketonen met behulp van sterke basen zoals LDA.

## Voorkomen
De pyrrolidinestructuur is een kenmerkende structuureenheid die terug te vinden is in bepaalde alkaloïden (bijvoorbeeld nicotine of hygrine), in het aminozuur proline en in talrijke farmaceutische stoffen (bijvoorbeeld lisinopril), biociden en pesticiden. Kleine hoeveelheden ervan komen voor in onder meer tabaksbladeren en opium.